# Die Manns – Ein Jahrhundertroman
Die Manns – Ein Jahrhundertroman ist ein deutscher Fernseh-Dreiteiler von Heinrich Breloer aus dem Jahre 2001. Das Dokudrama entstand als internationale Koproduktion der Bavaria Film, des WDR und NDR, von ARTE  (alle Deutschland), dem ORF (Österreich) und des SF DRS sowie der C-FILMS AG (beide Schweiz).

## Handlung
Breloers Film ist ein sogenanntes Doku-Drama über die Familie Mann. Im Zentrum der Handlung steht die Geschichte der Schriftstellerbrüder Heinrich und Thomas Mann und ihrer Familien. Die Spielszenen sind mit Dokumentarteilen verknüpft, die vor allem auf Interviews mit der damals noch lebenden Elisabeth Mann Borgese basieren.

### Teil 1 (1923 bis 1933)
Der erste Teil des Films zeigt die Familie Thomas Mann in München. Thomas Mann und seine Frau Katia Mann haben sechs Kinder und leben in großbürgerlichem Stil. Aufgrund des Welterfolges der Romane von Thomas Mann wie Der Zauberberg sind sie finanziell unabhängig. Die Kinder können sich relativ frei entfalten und insbesondere die ältesten, Erika und Klaus, kosten die Goldenen Zwanziger voll aus. Doch haben sie auch mit der Distanziertheit von Thomas Mann zu kämpfen, der unter dieser homosexuelle Neigungen verbirgt, und stehen bei ihren eigenen künstlerischen Ambitionen oft im Schatten des Vaters.

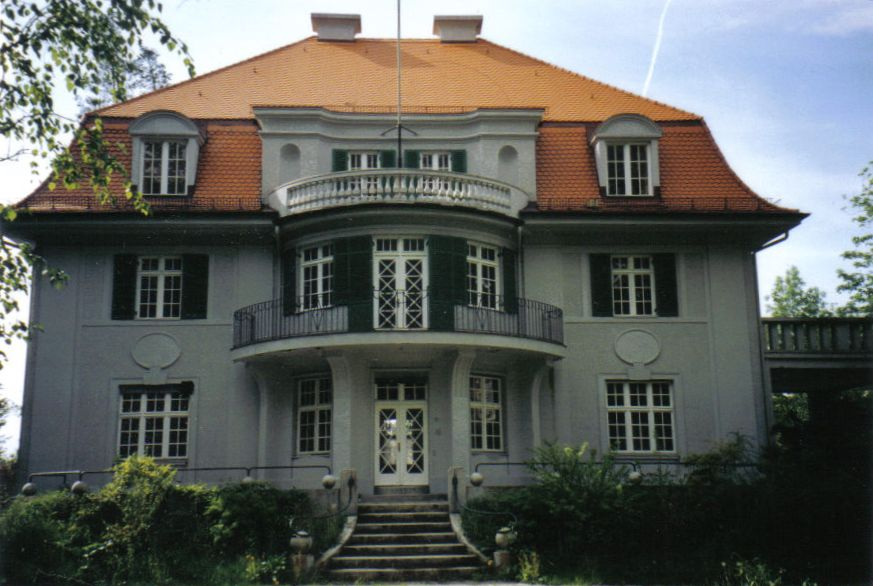
Kulisse auf dem Bavaria-Filmgelände in München, errichtet von dem Szenenbildner Götz Weidner

Ebenfalls verfolgt der Film das Leben von Heinrich Mann, der in Berlin lebt. Das Verhältnis der Brüder ist von Vertrautheit und Rivalität geprägt; so stand auch Heinrich bis zu dem Erfolg seines Romans Der Untertan lange im Schatten seines Bruders, erwies sich aber in politischer Hinsicht (etwa im Hinblick auf den Ersten Weltkrieg und das Kaiserreich) oft weitsichtiger als sein konservativerer Bruder. Heinrich stürzt sich gerne ins Nachtleben und verliebt sich in Nelly Kröger, eine einfache Frau. Josef von Sternberg verfilmt mit Marlene Dietrich seinen Roman Professor Unrat.
Thomas Mann wird 1929 der Nobelpreis für Literatur verliehen und seine Stimme erhält auch politisches Gewicht. Im Angesicht des Aufstiegs der Nazis positioniert er sich mit zunehmender Vehemenz für die Demokratie. Der erste Teil endet mit der Machtergreifung der Nationalsozialisten 1933 und der Flucht der Familie Mann ins Ausland.

### Teil 2 (1933 bis 1941)
Thomas und Katia Mann halten sich in den folgenden Jahren in Frankreich und in der Schweiz auf. Sorge macht Thomas vor allem ein verschwundener Koffer mit seinen Tagebüchern, denen er die geheimsten und gefährlichsten Gedanken anvertraut hat, und die nur durch Zufall nicht von den Nationalsozialisten ausgewertet werden. Drei Jahre zögert er mit dem endgültigen Bruch mit dem Nationalsozialismus, da er sich nicht auf Dauer mit dem Exil zufriedengeben will, und stößt damit seine Kinder Klaus und Erika vor den Kopf. Diese schreiben bereits offen gegen die Nazis – Erika mit ihren Texten für das Kabarett Die Pfeffermühle, Klaus mit dem Roman Mephisto, in dem er mit seinem ehemaligen Geliebten und Erikas Ex-Mann Gustaf Gründgens abrechnet, der im Dritten Reich zum Mitläufer geworden ist.
Als sich die politische Lage verschlechtert, reist Thomas Mann 1938 mit Frau Katia und Tochter Elisabeth in die USA. Er übernimmt eine Professur in Princeton und führt auch im Exil ein wohlbehütetes Leben. Heinrich Mann lebt in Frankreich und hat Nelly ins Exil mitgenommen. Nelly machen das Exil und die Ablehnung, die ihr in den groß- und bildungsbürgerlichen Kreisen der Manns entgegenschlägt, zu schaffen und sie entwickelt Depressionen und Alkoholprobleme. Schließlich heiraten sie und Heinrich. Nach der deutschen Besetzung gelingt Heinrich 1940 über Spanien und Portugal auf abenteuerlichen Wegen mit Nelly, dem Neffen Golo Mann sowie Franz und Alma Werfel die Flucht in die USA.

### Teil 3 (1942 bis 1955)
Der dritte Teil schildert das Leben der Familie Mann in den USA und ihr Engagement im Zweiten Weltkrieg. Während Thomas Mann in seinem Haus in Pacific Palisades ein materiell weitgehend sorgloses Leben führen kann und sich mit seinen Radioansprachen Deutsche Hörer! eine Stimme verschafft, verarmt der in den USA weitgehend unbekannte und nicht die englische Sprache beherrschende Heinrich Mann. Er gerät in wirtschaftliche Abhängigkeit von seinem Bruder. Seine Frau Nelly begeht nach jahrelangen Alkoholproblemen und davon ausgelösten Skandalen schließlich Selbstmord.
Klaus und Erika Mann haben sich zwölf Jahre dem Kampf gegen die Nazis gewidmet, nach dem Ende des Krieges geraten sie in eine Sinnkrise. Während Erika sich weitgehend aus der Öffentlichkeit zurückzieht und ihren Vater bei dessen Roman Doktor Faustus unterstützt, kann sich Klaus nicht mehr von seiner Morphiumsucht befreien und wird schwer depressiv. Er begeht Suizid in Nizza und zur Beerdigung reist nur sein jüngster Bruder Michael, der ebenso wie er immer unter seinem Vater gelitten hatte. Heinrich Mann soll 1950 in die DDR reisen und dort als Präsident der Akademie der Künste fungieren, bekommt aber sein hohes Alter zunehmend zu spüren und stirbt noch vor der Abreise.
Thomas, Katia und Erika Mann kehren aufgrund von Repressalien während der McCarthy-Ära 1952 nach Europa zurück und lassen sich in der Schweiz nieder. In der Bundesrepublik Deutschland erfährt Thomas Mann neue Wertschätzung, doch steht insbesondere die unter psychischen Problemen leidende Erika den Besuchen ihres Vaters in Deutschland kritisch gegenüber. Kurz vor seinem Tod 1955 besucht Thomas noch einmal seine Heimatstadt Lübeck, wo ihm die Ehrenbürgerschaft verliehen wird.

## Besetzung
| Familie Mann - Armin Mueller-Stahl: Thomas Mann - Jürgen Hentsch: Heinrich Mann - Monica Bleibtreu: Katia Mann - Sebastian Koch: Klaus Mann - Sophie Rois: Erika Mann - Philipp Hochmair: Golo Mann - Stefanie Stappenbeck: Monika Mann - Katharina Eckerfeld: Elisabeth Mann Borgese - Rüdiger Klink: Michael Mann - Anne-Marie Blanc: Hedwig Pringsheim - Rudolf Wessely: Alfred Pringsheim - Wolf-Dietrich Sprenger: Viktor Mann - Angelika Thomas: Julia Löhr, geb. Mann Ehepartner und Lebensgefährten der Manns - Veronica Ferres: Nelly Kröger, Heinrichs 2. Frau - Hans-Michael Rehberg: Giuseppe Antonio Borgese - Torben Liebrecht: Thomas Quinn Curtiss - Katharina Thalbach: Therese Giehse - Gerd David: Gustaf Gründgens - Maria Happel: Trude Hesterberg - Traute Hoess: Maria „Mimi“ Kanová-Mann, Heinrichs 1. Frau | Kulturelle und literarische Persönlichkeiten - Andrea Sawatzki: Pamela Wedekind - Hermann Treusch: René Schickele - Udo Samel: Erich Ebermayer - Norbert Schwientek: Joseph Roth - Karl Fischer: Franz Werfel - Carola Regnier: Alma Mahler-Werfel - Hildegard Schmahl: Salka Viertel - Naomi Krauss: Doris von Schönthan - Anna Thalbach: Dorothea „Mopsa“ Sternheim - Michael Baral: Wilhelm „Willi“ Süskind - David Steffen: Ricki Hallgarten - Bruno Cathomas: Fritz Helmut Landshoff, Verleger - Inga Busch: Grete Weil Weitere Nebenfiguren - Susanne Schäfer: Hilde Kahn Reach, Sekretärin - Oliver Stritzel: Rudi Carius, Nellys Lebensgefährte - Ludwig Blochberger: Klaus Heuser - Peter Ketnath: Franz Westermeier, Kellner - Wanja Mues: Fritz Riemerschmid - Gustav-Peter Wöhler: Journalist in Lübeck - Oliver Masucci: Lohengrin-Darsteller |

## Interviews
Zwischen die Handlung sind immer wieder Interviews geschnitten, vor allem mit Elisabeth Mann Borgese, die sich erstmals ausführlich zu ihrer Familie in der Öffentlichkeit äußerte. Breloer führte die Interviews und ging mit ihr auf Reisen zu Originalschauplätzen. Dazu ist der Film angereichert mit zahlreichen Interviews älteren Datums, etwa Gesprächen mit Golo, Elisabeth, Katia und Erika Mann. Daneben kommen unter anderem zu Wort: Thomas Manns langjährige Sekretärin Hilde Kahn Reach, sein Sekretär Konrad Kellen, der Enkel Frido Mann, Katia Manns Neffe Klaus Pringsheim junior, Klaus Manns Lebensgefährte Thomas Quinn Curtiss, der Pfeffermühle-Pianist Magnus Henning, Erika und Klaus Manns Jugendfreundin Grete Weil, der Literaturwissenschaftler Joachim Seyppel, der Zeitzeuge Volkmar von Zühlsdorff und der von Thomas Mann verehrte Kellner Franz Westermeier.

## Kritiken
Die Manns wurde allgemein mit positiven Kritiken bedacht. Der Film- und Fernsehkritiker Rainer Tittelbach von Tittelbach.tv gab dem Film seine Höchstwertung von sechs Sternen und beschrieb die Miniserie als „TV-Jahrzehntereignis“: „Der von Breloer angestrebte "magische Realismus" ist nicht allein der virtuosen Montage von Interviews, zeitgenössischem Archivmaterial und Spielszenen zu verdanken, sondern vor allem der Präsenz Mueller-Stahls, der mit dieser Rolle seine vielen großartigen Leistungen krönt.“ Im Film sehe man Thomas Mann zwar selten schreiben, doch warte Breloer innerhalb der Handlung mit zahlreichen Referenzen an dessen Werk auf.
Marcel Reich-Ranicki nannte den Film ein „nationales Ereignis“, fand die meisten der Schauspieler „hervorragend“ und zeigte sich von vielen Punkten „im Film tief beeindruckt, ja auch beglückt“. Bewundernswert sei insbesondere „Breloers Mut und Fähigkeit, das Heikle und vielleicht auch Peinliche“ in der Geschichte der Manns darzustellen: „Erfreulicherweise dachte er nicht daran, die vielen und sehr unterschiedlichen sexuellen Neigungen und Passionen der Manns etwa zu vertuschen. Im Gegenteil: Es gelingt ihm, sie sehr deutlich, doch nicht indezent zu enthüllen und darzustellen. Entstanden ist ein Film, in dem Kunst und Können, Intelligenz und Inspiration, Fleiß und Feingefühl sich gegenseitig ergänzen und zu einer Einheit gefunden haben.“ Makellos sei das außergewöhnliche Filmvorhaben zwar nicht, denn Heinrich und Thomas Mann seien etwas zu sehr „entschärft und gemildert“ worden und wirkten streckenweise wie zwei liebe Onkels. Der Erfolg von Die Manns markiere aber die endgültige Renaissance von Thomas Mann, nachdem dieser in den Jahrzehnten nach seinem Tod oftmals belächelt und in den Hintergrund gedrängt worden sei.
Der Filmdienst schreibt:

„Das kaleidoskopartig ebenso spannend wie differenziert entwickelte Familienporträt setzt sich aus Spielszenen, Berichten von Zeitzeugen und Erinnerungen zusammen und umfasst ein halbes Jahrhundert deutscher Geschichte, die am exponierten Einzelschicksal verdeutlicht wird.“

## Auszeichnungen
Die Manns wurde mit dem Adolf-Grimme-Preis in Gold 2002 als Bester Film ausgezeichnet, außerdem erfolgten Einzelauszeichnungen an Heinrich Breloer (Buch/Regie), Horst Königstein (Buch), Gernot Roll (Kamera), Armin Mueller-Stahl, Monica Bleibtreu, Jürgen Hentsch, Veronica Ferres, Sophie Rois und Sebastian Koch (Darsteller).
Des Weiteren gewann der Film den Deutschen Fernsehpreis 2002, außerdem erhielt die Produktion sieben Bayerische Fernsehpreise (für Regisseur Breloer und Schauspieler) und eine Goldene Kamera 2002 (für Breloer). International gewann Die Manns den International Emmy Award in der Kategorie Bester Fernsehfilm / Beste Miniserie.

## DokumentarfilmUnterwegs zur Familie Mann
Breloer fertigte zusätzlich zum Fernsehfilm einen Dokumentarfilm an, der zwar auch Spielszenen aus der Fernsehfilmfassung enthält, sich aber vor allem auf die Interviews mit Elisabeth Mann Borgese konzentriert. Der Film lief ebenfalls als Dreiteiler unter dem Titel Unterwegs zur Familie Mann im deutschen Fernsehen. Er ist auf der DVD-Version als Extra enthalten.

## Sonstiges
Im deutschen Fernsehen wurden die drei Teile des Films erstmals vom 5. bis zum 7. Dezember 2001 jeweils um 20.45 Uhr vom Fernsehsender Arte ausgestrahlt.